# Verzweigung Brüttisellen
De Verzweigung Brüttisellen is een knooppunt in Zwitserland. Op dit knooppunt bij de stad Wangen-Brüttisellen kruist de A15 de A1/A4.

## Configuratie
Het knooppunt is een mixvormknooppunt.